# 科维库尔
科维库尔（法語：Cauvicourt，法語發音：[kovikuʁ] ⓘ）是法国卡尔瓦多斯省的一个市镇，属于卡昂区。

## 地理
科维库尔（49°2'48"N, 0°15'50"W）面积9.62 平方千米，位于法国诺曼底大区卡爾瓦多斯省，该省份为法国西北部沿海省份，北濒大西洋英吉利海峡，东北与滨海塞纳省以海上边界相接，东临厄尔省，南至奧恩省，西与芒什省接壤。
与科维库尔接壤的市镇（或旧市镇、城区）包括：布雷特维尔勒拉贝、桑托、圣西尔万、苏瓦尼奥勒、于尔维尔、瓦朗布赖。

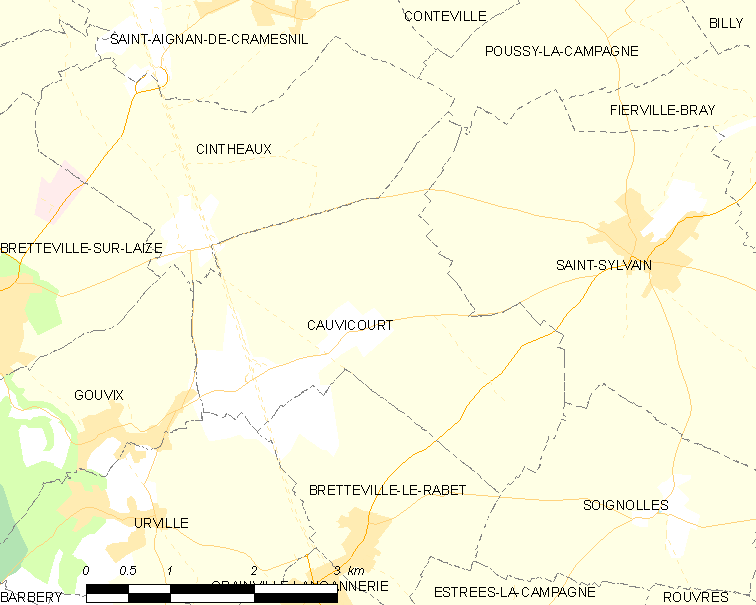
科维库尔的OSM定位图

科维库尔的时区为UTC+01:00、UTC+02:00（夏令时）。

## 行政
科维库尔的邮政编码为14190，INSEE市镇编码为14145。

## 政治
科维库尔所属的省级选区为勒奥姆县。

## 人口

1962-2008年间科维库尔人口变化图示

科维库尔于2022年1月1日时的人口数量为560人。